# Aegean Sea (pétrolier)
L’Aegean Sea est un pétrolier battant pavillon grec, à l'origine d'une marée noire survenue sur les côtes de la Galice le 3 décembre 1992.
Le pétrolier à double coque, en route vers la raffinerie Repsol à La Corogne, en Espagne, avait passé avec succès tous les tests et révisions requis. L'accident, qui s'est produit dans des conditions météorologiques extrêmes, a gravement affecté la côte galicienne, entraînant des dommages à l'écosystème, ainsi qu'aux industries de la pêche et du tourisme à La Corogne.

## L'accident
Le pétrolier Aegean Sea, battant pavillon grec, s'est échoué, puis s'est brisé en deux parties et a pris feu au large de la ville espagnole de La Corogne le 3 décembre 1992.
Lors de fortes tempêtes, le pétrolier a jeté l'ancre dans la zone d'attente du port de La Corogne, près de la ville de Betanzos. En raison des conditions météorologiques extrêmes, le pilote n'a pu monter à bord que tardivement. Le navire, qui avait reçu l'ordre d'entrer dans le port pour décharger sa cargaison, a heurté un récif sous-marin, s'est brisé en deux et a pris feu, toute la partie avant ayant coulé. À l’exception d’environ 2 200 t dans la partie arrière restante, la cargaison de 79 000 t de pétrole brut léger s’est déversée dans la mer, produisant une marée noire le long de la côte sur une longueur d'environ 300 km.

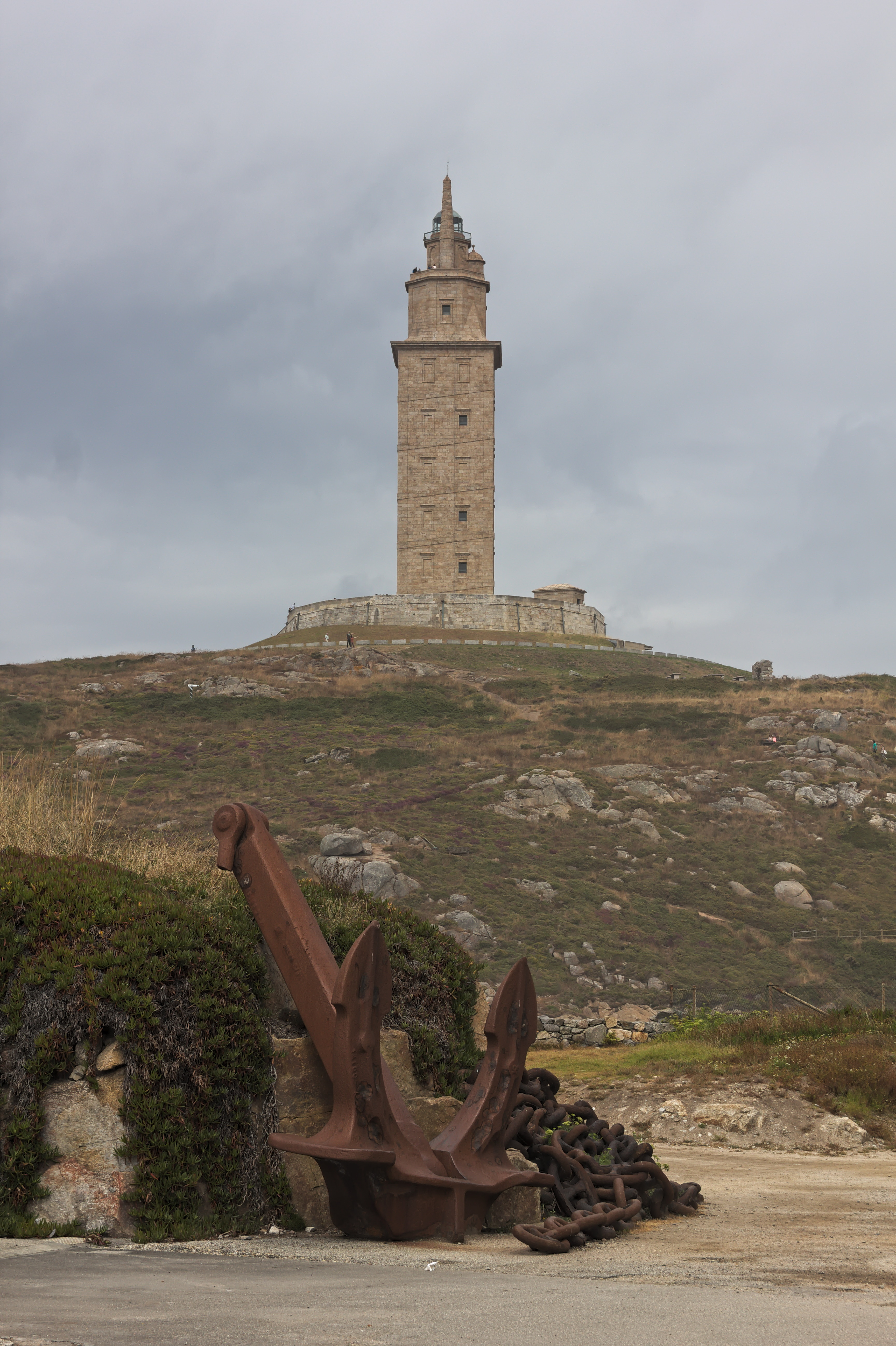
L'ancre de lAegean Sea, au pied de la Tour d'Hercule.

Plus tard, lors d'une autre tempête, la poupe a été emportée au fond d'une crique, au pied des falaises situées sous le phare de Torre de Hércules (la Tour d'Hercule). Les restes du navire ont été démantelés et éliminés en 1999.

## Conséquences
Si l'accident n'a causé aucune perte humaine, la marée noire de l'Aegean Sea a affecté d’innombrables espèces de vie marine. L'industrie de la pêche de La Corogne a reçu le coup le plus dur, avec l'interdiction de toute pêche dans le secteur. Un flot de réclamations émanant des pêcheurs et de l'industrie touristique ont été portées devant les tribunaux espagnols, totalisant environ 287 millions de dollars en 2001. Le gouvernement espagnol et l'armateur sont finalement parvenus à un accord, le dernier paiement ayant été effectué en décembre 2003. Le capitaine Constantin Stavridis et le pilote ont été déclarés pénalement responsables de négligence et de non-respect des règlements.

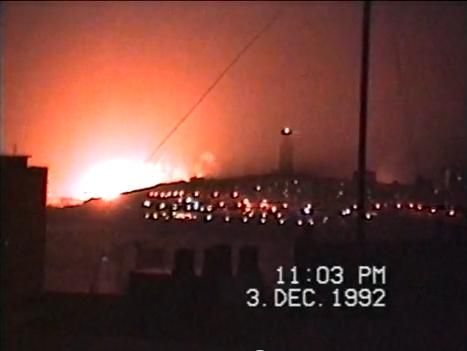
L'Aegean Sea en feu, devant la ville de La Corogne.
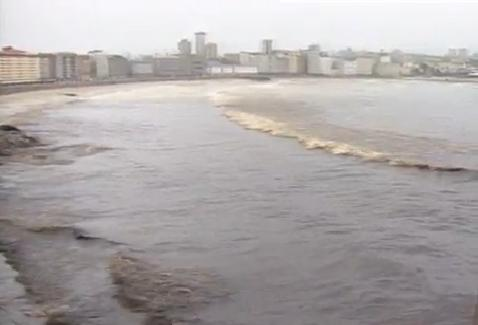
La marée noire sur la plage de La Corogne.